# Derzene
La Derzene, Derxene o Xerxene, en armeni Derdjan, fou una regió d'Armènia, a la seva part occidental, que limitava al nord amb la regió de Sper; al sud amb l'Ekeleatz o Keltzene, a l'est amb el Shalagom, la Karenitida i el Mananali; i a l'oest amb territori romà d'Orient amb la ciutat de Nicòpolis com a principal. La capital fou Derdjan al sud-est de la regió. A la partició d'Armènia el 387 entre Romà i Pèrsia, Derzene fou part de la zona d'influència romana junt amb, la Keltzene, l'Acisilene, la Khorzene, el Daranaliq, la Balabitene, l'Astianene, la Sofene o Sofanene i l'Anzitene; a la resta se la va conèixer com a Persarmènia i va quedar sota domini persa.